# Kanton Besançon-1
 Besançon-1  is een kanton van het Franse departement Doubs. Het kanton maakt deel uit van het arrondissement Besançon.
In 2020 telde het 32.180 inwoners.

Het kanton werd gevormd ingevolge het decreet van 25 februari 2014 met uitwerking op 22 maart 2015 met Besançon als hoofdplaats.

## Gemeenten
Het kanton omvatte, naast een deel van Besançon, 7 gemeenten bij zijn vorming.
Op 1 januari 2017 werden de gemeenten Chemaudin en Vaux-les-Prés samengevoegd tot de fusiegemeente (commune nouvelle) Chemaudin et Vaux.
Sindsdien omvat het kanton volgende gemeenten : 
- Besançon (hoofdplaats) (westelijk deel)
- Avanne-Aveney
- Chemaudin et Vaux
- Dannemarie-sur-Crète
- Franois
- Grandfontaine
- Rancenay